# Caio Pórcio Catão
Caio Pórcio Catão Liciniano (em latim: Gaius Porcius Cato Licinianus) foi um político da gente Pórcia da República Romana eleito cônsul em 114 a.C. com Mânio Acílio Balbo. Era filho de Marco Pórcio Catão Liciniano com Emília Tércia e neto de Catão, o Velho. Tem sido por vezes confundido com o seu irmão maior, o também cônsul Marco Pórcio Catão.

## Carreira

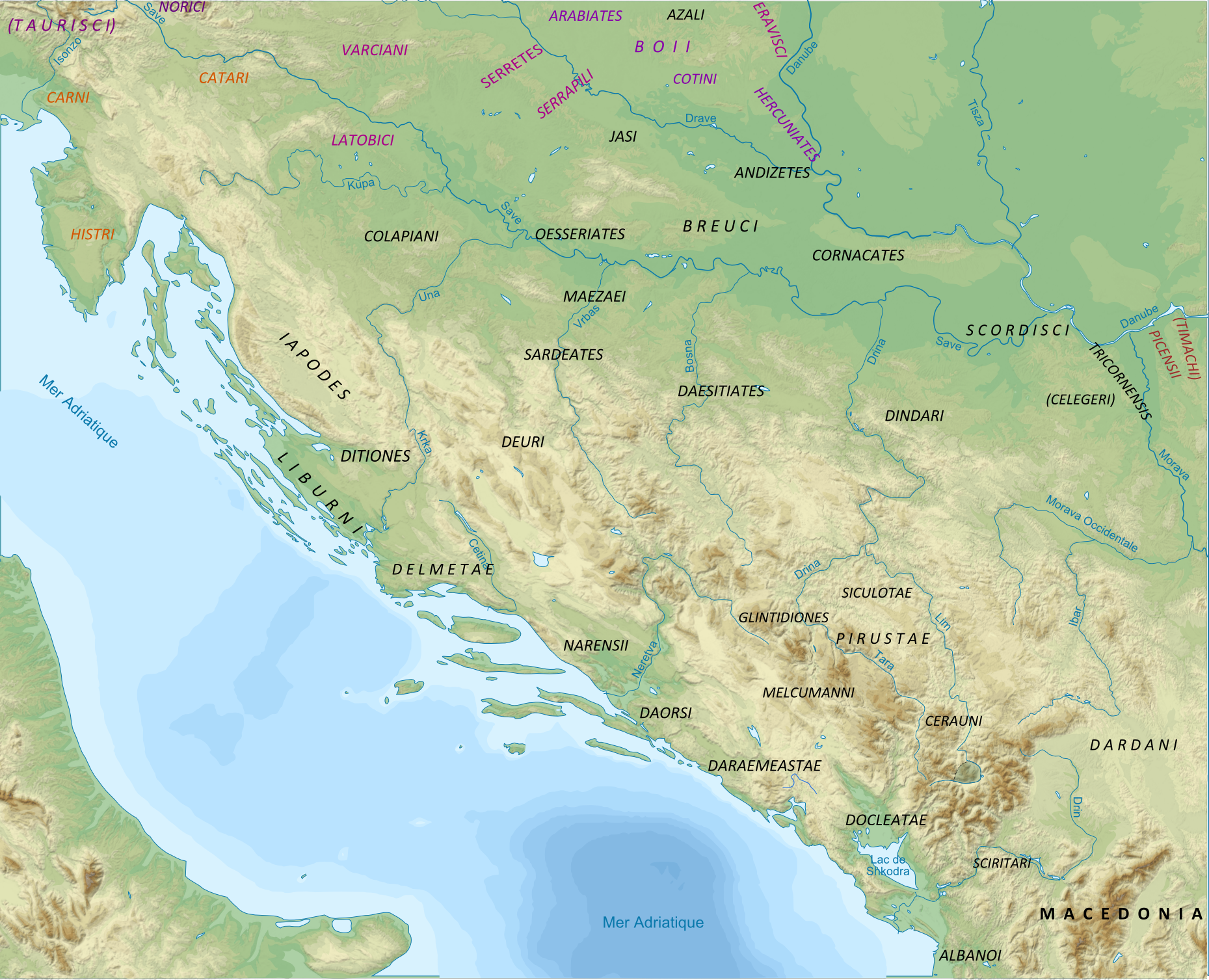
Tribos da baixa Panônia e da Ilíria na época de Catão. O território dos escordiscos (scordisci) está no centro, à direita. Sua capital, Singiduno, corresponde à moderna Belgrado, a capital da Sérvia.

Cícero o menciona como um orador mediano, e como sobrinho de Cipião Emiliano. Era um dos populares e seguidor de Tibério Graco.
Catão foi eleito cônsul em 114 a.C. com Mânio Acílio Balbo. No ano seguinte, foi procônsul da Macedônia, onde liderou a campanha contra os escordiscos. Foi duramente derrotado em uma batalha nas montanhas e só conseguiu escapar com muita dificuldade. Amiano Marcelino afirma, erroneamente, que Catão foi morto nesta batalha.
Ao voltar a Roma, foi acusado de "peculatus" — extorsão ou apropriação indevida de dinheiro público — na Macedônia para compensar os escassos recursos amealhados em sua fracassada campanha militar e acabou condenado a pagar uma multa. Durante a Guerra contra Jugurta, na África, serviu como legado. Novamente, não conseguiu grandes sucessos. Foi derrotado tantas vezes por Jugurta que surgiram suspeitas de que ele teria sido corrompido pelo rei númida.
Em 110 a.C., temendo uma nova condenação por suas derrotas, exilou-se voluntariamente em Tarraco, na Hispânia.

## Família
De acordo com William Smith, o tribuno da plebe em 56 a.C., Caio Pórcio Catão, cujos ancestrais não foram registrados e que foi adversário de Pompeu em 59 a.C., possivelmente era descendente de Caio Pórcio Catão.